# 田島洸成
田島 洸成（たじま こうせい、1996年7月13日 - ）は、埼玉県大里郡寄居町出身の元プロ野球選手（内野手）。右投左打。NPBでは育成選手であった。

## 経歴
帝京高等学校では2年生から遊撃手のレギュラーのつかみ、夏の東東京大会ではベスト4まで進む。しかし、同年秋に肉離れを起こし、3年春はベンチ外、夏も控えにとどまった。
大学進学を予定していたが、地元埼玉県にベースボール・チャレンジ・リーグの新球団・武蔵ヒートベアーズができることを知り、同球団へ入団。2015年、高卒1年目にして、遊撃手としての定位置を確保。打率は1割台に終わったが、63試合に出場した。
2015年度育成選手ドラフト会議で読売ジャイアンツで4巡目指名を受け、入団。同年は武蔵で同僚の小林大誠、大竹秀義、矢島陽平も育成選手として巨人に入団した。
巨人入団後は三軍での出場がメインとなり、イースタン・リーグ公式戦に初出場したのは3年目の2018年となったが、わずか2試合の出場に終わる。同年オフに育成選手制度の規約に従って自由契約となったのち、育成選手として再契約。しかし、翌2019年も支配下登録を勝ち取れぬまま、戦力外通告を受け、巨人を退団した。
巨人退団後はヤングリーグの「本庄ヤングベースボールクラブ」で総合コーチを務めている。

## 詳細情報

### 年度別打撃成績
- 一軍公式戦出場なし

### 独立リーグでの打撃成績
| 年 度     | 球 団     | 試 合 | 打 数 | 得 点 | 安 打 | 二 塁 打 | 三 塁 打 | 本 塁 打 | 打 点 | 三 振 | 四 球 | 死 球 | 犠 打 | 犠 飛 | 盗 塁 | 失 策 | 併 殺 打 | 打 率 | 出 塁 率 | 長 打 率 | O P S |
| --------- | --------- | ----- | ----- | ----- | ----- | -------- | -------- | -------- | ----- | ----- | ----- | ----- | ----- | ----- | ----- | ----- | -------- | ----- | -------- | -------- | ----- |
| 2015      | 武蔵      | 63    | 213   | 15    | 40    | 6        | 2        | 1        | 18    | 44    | 10    | 0     | 14    | 0     | 4     | 22    | 3        | .188  | .224     | .249     | .473  |
| 通算：1年 | 通算：1年 | 63    | 213   | 15    | 40    | 6        | 2        | 1        | 18    | 44    | 10    | 0     | 14    | 0     | 4     | 22    | 3        | .188  | .224     | .249     | .473  |

### 背番号
- 7 （2015年）
- 018 （2016年 - 2019年）